# Bang Na
Bang Na (Thai: บางนา) is een van de vijftig districten van Bangkok (khet), de hoofdstad van Thailand. Het telt (anno 2004) ruim 100.000 inwoners en heeft een oppervlakte van 18,8 km². Het is een redelijk centraal gelegen district. Aangelegen districten zijn Prawet en Phra Khanong.
Bang Na was vroeger een subdistrict (Khwaeng) van Phra Khanong. Het werd op 6 maart 1998 een apart district.

## Bezienswaardigheden
Het Bangkok International Trade and Exhibition Centre (BITEC) is een expositiehal gelegen in Bang Na. Regelmatig zijn in deze hal exposities en tentoonstellingen te zien, waaronder de jaarlijkse motorfietstentoonstelling. Tijdens grote tentoonstellingen is een (extra) tramlijn geregeld tussen BITEC en het station On Nut van de Skytrain.
In het district liggen verschillende tempels. De belangrijkste zijn Wat Bang Na Nai (วัดบางนาใน), Wat Bang Na Nok (วัดบางนานอก), Wat Sri Eaem (วัดศรีเอี่ยม) en Wat Phong Phloy Witthayaram (วัดผ่องพลอยวิทยาราม).
Het Royal Dragon Restaurant of Mang Korn Lung (มังกรหลวง) was recordhouder als grootste restaurant van 1992 tot 2008 in het Guinness Book of Records. Het is een restaurant met een oppervlakte van 1,6 hectare. De obers dragen rolschaatsen om voedsel te serveren.

## Indeling
Het district heeft één subdistrict (Khwaeng).
- Bang Na (บางนา)